# 前场站
前场站位于福建省厦门市集美区灌口镇，建于1956年，由厦门站管辖，1981年8月划归漳州车务段。2011年北迁2千米至现址。距鹰潭站670公里，距厦门站24公里。现为四等站。货运办理整车货物发到，并连接前场物流基地。

## 车站结构

### 站房
前场站设有2条到发线、4条正线和1条货物线。车站厦门端咽喉连接部队专用线，设有军供站一座。客运预留城际列车旅客功能，设有两个长450米、高1.25米的旅客站台。